# Tabekenamon
Tabekenamon est une reine koushite de Napata, issue de la lignée des rois de Nubie à l'époque de la XXVe dynastie.

## Attestation
Elle est connue par la Cairo Statue 49157 de Karnak.

## Biographie
En plus d'être reine consort, elle est maîtresse de Tepihou à Atfieh (Aphroditopolis), prêtresse d'Hathor et de Iounyt à Dendérah, ainsi que prêtresse de Neith.

## Généalogie dans l'Égypte antique
Elle est la fille du roi de Napata et pharaon d'Égypte Piânkhy, petite-fille du roi Kachta et de la reine Pabatjma et sœur du roi Taharqa. Elle portait les titres de fille du roi, sœur du roi et épouse du roi.
Tabekenamon est l'épouse d'un roi, que certains pensent être Taharqa, tandis que d'autres y voient plutôt Chabaka.